# جو سومر
جو سومر (بالإنجليزية: Joe Sommer)‏ هو لاعب كرة قاعدة أمريكي، ولد في 20 نوفمبر 1858 في كوفينغتون في الولايات المتحدة، وتوفي في 16 يناير 1938 في سينسيناتي في الولايات المتحدة.

## وصلات خارجية
- جو سومر على موقعبيزبول رفرنس.كوم (الدوري الرئيسي) (الإنجليزية)
- جو سومر على موقعبيزبول رفرنس.كوم (الدوري الثانوي) (الإنجليزية)